# Tsinghua-universiteit
De Tsinghua-universiteit (Mandarijn: 清华大学; pinyin: Qīnghuá Dàxué) is een van de beroemdste en selectiefste universiteiten in China, gelegen in het noordwesten van Peking. In de nabijheid staat de Universiteit van Peking, ook een van de beroemdste universiteiten.